# Storia delle origini del cristianesimo
Storia delle origini del cristianesimo (nell'edizione originale in francese: Histoire des origines du christianisme) è un saggio storico pubblicato dal filologo francese Ernest Renan tra il 1863 e il 1873.

## Struttura
L'opera consta di 7 volumi più uno di indice generale:
- Vie de Jésus (1863, edizione definitiva pubblicata nel 1867)
- Les Apôtres (gli Aposotoli, 1866)
- Saint Paul (San Paolo, 1869)
- L'Antéchrist (l'Anticristo, 1873)
- Les Évangiles et la seconde génération chrétienne (Gli Evangelisti e la Seconda Generazione Cristiana, 1878)
- L'Église chrétienne (La Chiesa Cristiana, 1879)
- Marc Aurèle ou la fin du monde antique (Marco Aurelio o La fine del mondo antico, 1883)
- Index général (Indice generale, 1883)

## Contenuto
Riprendendo la teoria del mito proposta da David Strauß nella sua Vita di Gesù', Renan scrisse un analogo libro nel quale rigettò ogni idea soprannaturale (ad esempio: Incarnazione, miracoli e risurrezione) e descrisse Cristo come un uomo di grandezza senza pari, ma essenzialmente uomo, negandone la divinità.
Il libro ebbe un notevole successo editoriale.
L'editore Michel Lévy decise di realizzare una prima edizione di 10.000 copie, una cifra significativa per l'epoca. Una versione più sintetica e in formato ridotto, intitolata Jesus, vendette 80.000 copie in 3 mesi. Sommando tutte le edizioni, nel 1947 erano state vendute 430.000 copie.
Renan, in uno stile pieno di poesia ed emozione, evocò con un certo romanticismo l'ambiente naturale, intellettuale e morale della vita di Cristo, attingendo alla sua conoscenza personale dei luoghi in cui era stato missionario a partire dal 1860. Con i saggi successivi Renan dimostrò maggiore erudizione, selezionando solo fatti spiegabili e comprovati. Pur essendo uno storico delle idee, ammise la necessità di un'esperienza religiosa, che tuttavia ridusse a un elemento puramente sociale.